# Wikitravel
Ej att förväxla med Wikivoyage, avknoppningen som drivs av Wikimedia Foundation.
Wikitravel är en reseguide som bygger på wikiteknik, med fritt innehåll. Den engelskspråkiga versionen startade 24 juli 2003 och den svenska i oktober 2004. Projektet är flerspråkigt och 2016 fanns det 21 språkversioner, bland annat på engelska, franska, rumänska, tyska, nederländska och svenska. 
Projektet drevs ursprungligen helt av frivilliga, men då projektet växte beslöt sig grundaren att sälja projektet till Internet Brands (IB), som tog över driften 2006. Själva innehållet var dock under fri licens och ägs av bidragsgivarna. På de tyska och italienska versionerna uttrycktes stor skepsis mot en kommersiell huvudman och man bildade en fork, Wikivoyage, där projektet fortsatte på de två språken. Övriga språkversioner fortsatte under IB.
Den 20 april 2006 meddelade Wikitravel att de gick samman med World66.
År 2007 vann Wikitravel Webby Awards förstapris som bästa reseguide online.
Efter att under en lång tid ha varit missnöjda med Internet Brands hantering av sidan, dess innehåll och användare, beslöt många av bidragsgivarna på den engelskspråkiga versionen att skapa en fork av projektet. Genom en flytt i två steg gick den engelska språkversionen av Wikitravel samman med Wikivoyage under den senares namn. På samma sätt valde alla Wikivoyages språkversioner att senare gå över till Wikimedia Foundation, den stiftelse som står bakom Wikipedia. Efter diskussioner bland de respektive språkversionernas bidragsgivare och Wikimedia Foundation fördes hela Wikivoyage över till Wikimedia Foundation 15 januari 2013, vilket var på 12-årsdagen av Wikipedias start.